# Rosengård herrgård

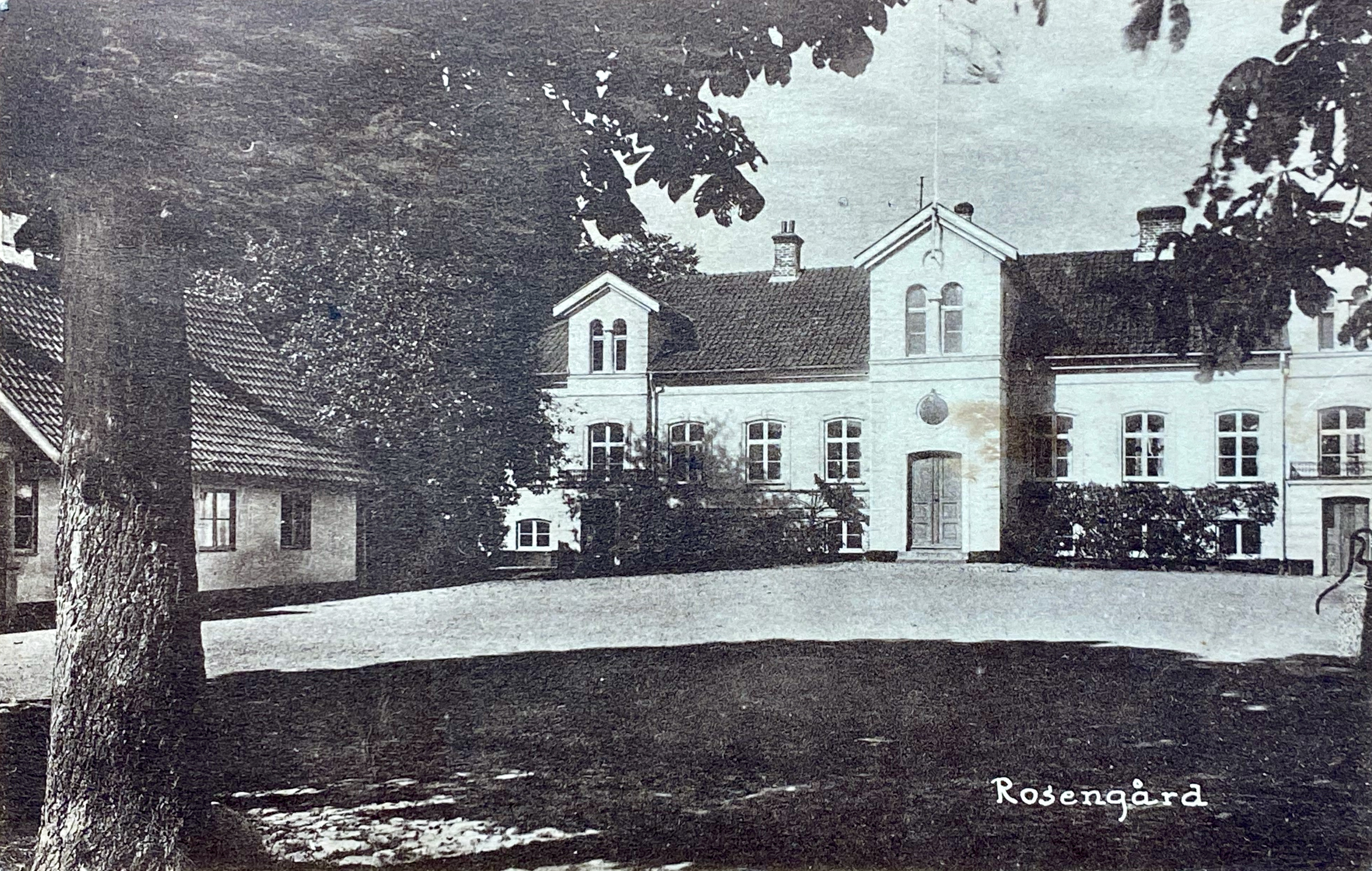
Rosengård. Corps de logiet från söder. Tidigt 1900-tal.

Rosengård herrgård (tidigare endast Rosengård) var en herrgård i Malmö. Till Rosengård hörde tidigare jordbruksmark, men denna bebyggdes på 1960-talet och utgör nu bostadsområdet Rosengård. Själva corps de logiet finns kvar liksom enstaka ekonomibyggnader.

## Historia
Den sista innehavaren av Rosengård var fröken Hilda Kockum (1862–1959) som drev och bevarade egendomen i stort sett intakt till sin död 1959. Egendomen, som då omfattade då ca 120 ha, såldes av dödsboet till Malmö Byggmästares Gemensamma Byggnads AB som ett år senare sålde större delen av egendomen vidare till Malmö stad för 3 309 000 kr. Sedan stadsplan för en del av området fastställts 1965 påbörjades exploateringen av området och från 1967 kom utbyggnaden av Rosengårdsområdet igång på allvar.
När Rosengård ännu drevs som jordbruk fanns, utöver själva huvudbyggnaden, ett flertal ekonomibyggnader med olika funktioner, t.ex. förvaltarbostad, stallbyggnad, trädgårdsmästarebostad, ladugård, loge, vagnsport, hönshus, svinhus och flera växthus. Till gården hörde också fyra arbetarebostäder (dessa revs 1965 och 66).

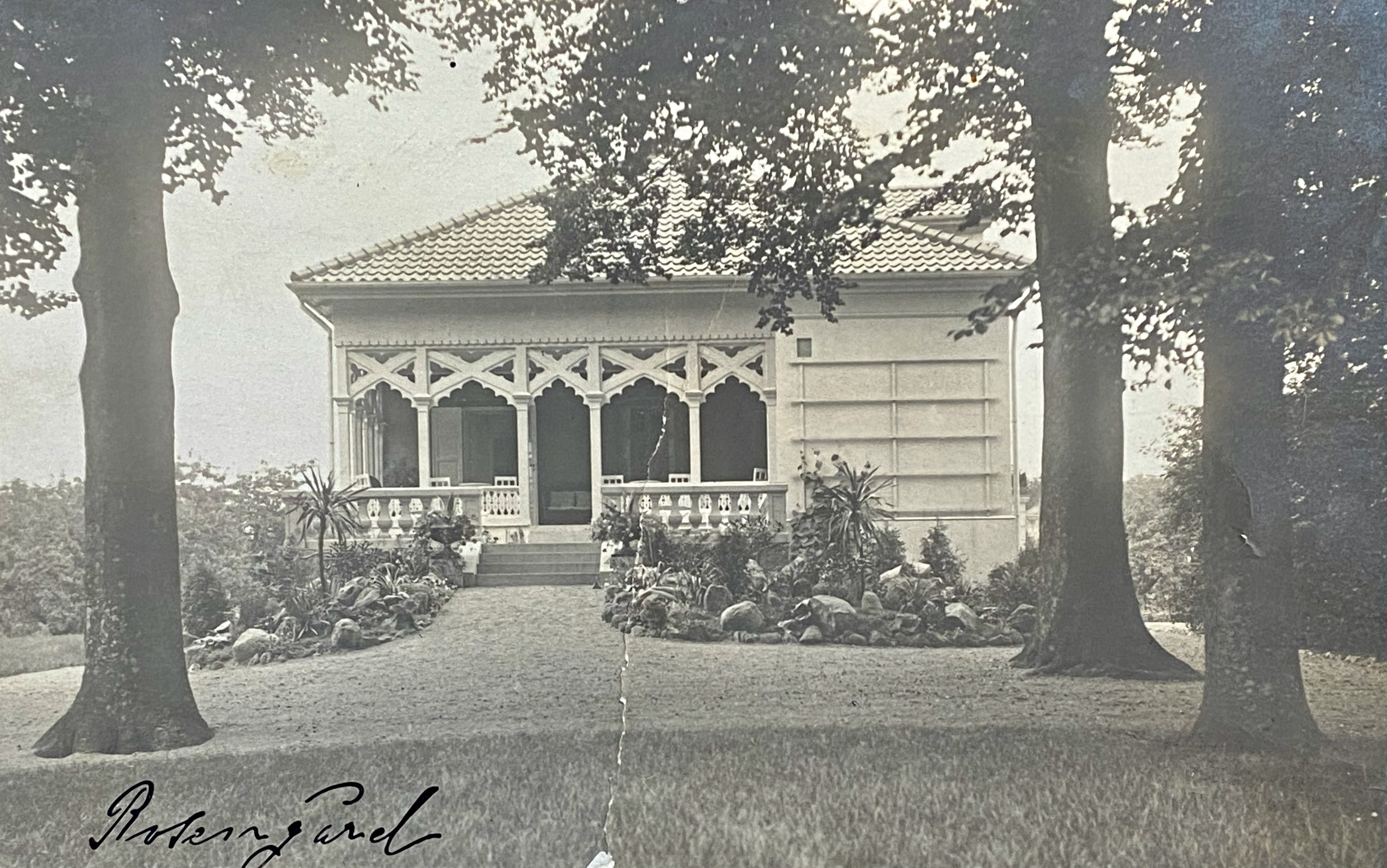
Rosengård. Corps de logiet från väster. Tidigt 1900-tal.

Namnet Rosengård kan härledas till 1811 då Svedin Karlström på öppen auktion inropade flera kronorusthållshemman i Västra Skrävlige – ”allt under namn av Rosengård” – för 22 222 riksdaler och 10 skillingar Banco. Därefter köpte Karlström till ytterligare intilliggande fastigheter och Svedin Karlström var därefter den störste jordägaren i Västra Skrävlige.
På den plats där den nuvarande herrgården ligger uppförde Svedin Karlström 1812–17 en herrgårdsbyggnad (corps de logis) av sten i en våning uppförd av byggmästaren Anders Lundberg. Byggnaden omfattade 10 rum och kök. Vidare uppfördes två ladugårdsbyggnader eller stallängor samt två boningslängor.

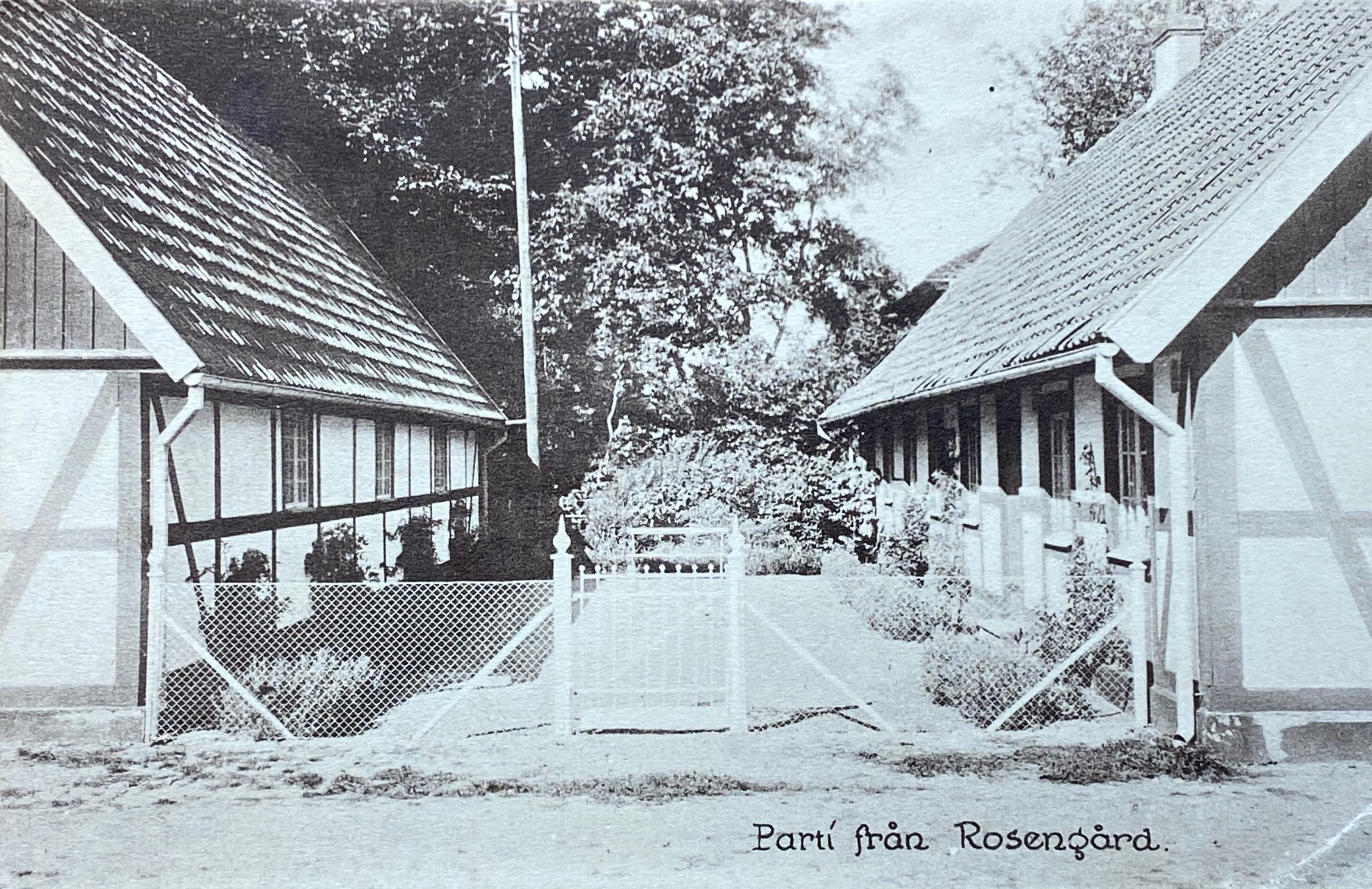
"Parti från Rosengård". Tidigt 1900-tal.

Svedin Karlström med familj flyttade in på Rosengård 1819 och på gården arbetade då sex pigor, en gårdsdräng, en trädgårdsdräng, 10 statdrängar och två husmän – alla (med familjer) bosatta på gården. Efter Svedin Karlströms död 1834 sålde änkan Rosengård till makarnas svärson och dotter, men dottern avled redan 1839. Svärsonen Möller sålde halva egendomen till sin affärskompanjon men ingen av dem lyckades driva Rosengård med någon större framgång. De båda delarna av egendomen såldes på offentlig auktion den 21 februari 1848 varvid de för en summa av 49 916 riksdaler inropades av lantbrukaren Peter Kockum (1821—91).

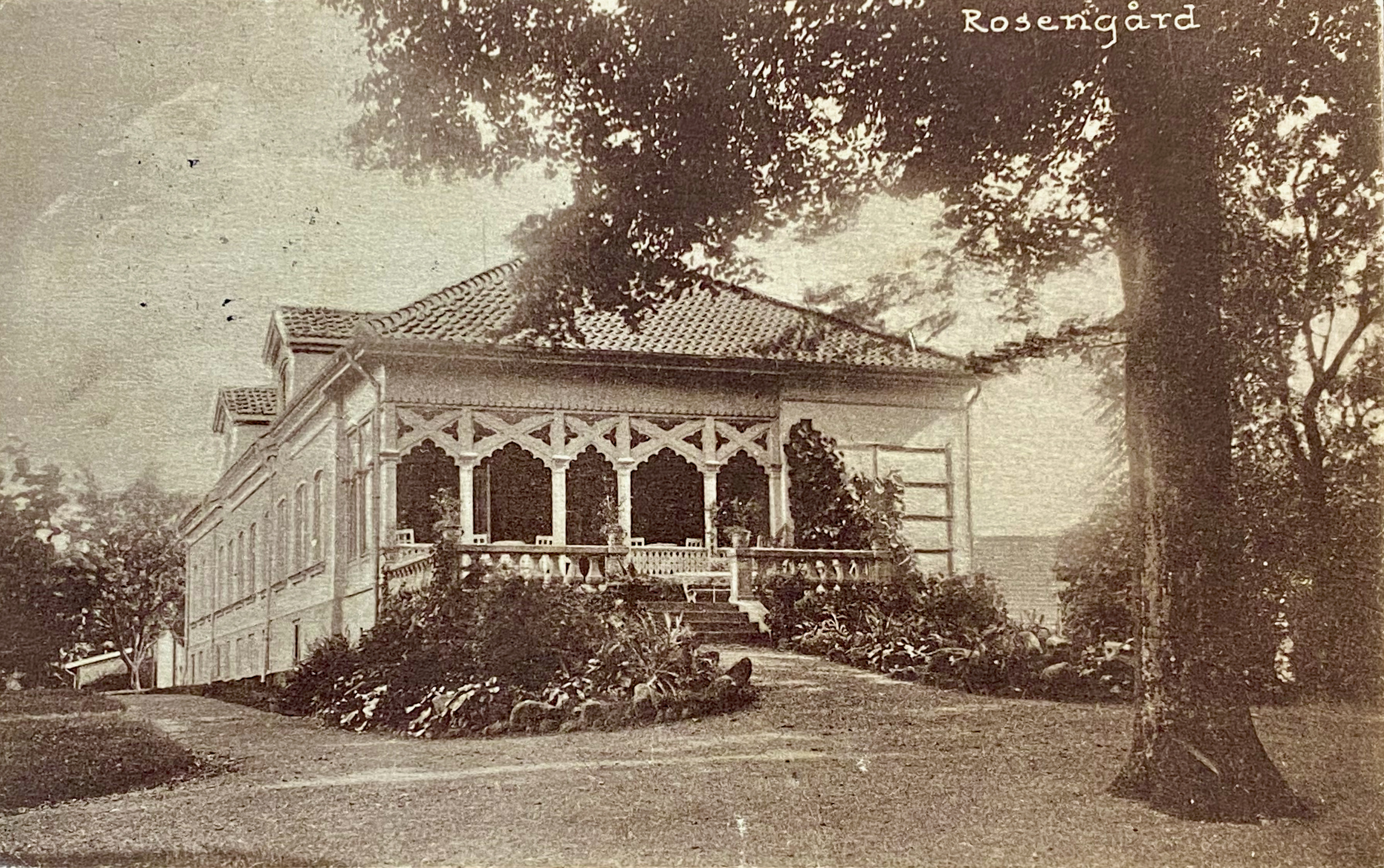
Rosengård. Corps de logiet från nordväst. Tidigt 1900-tal.

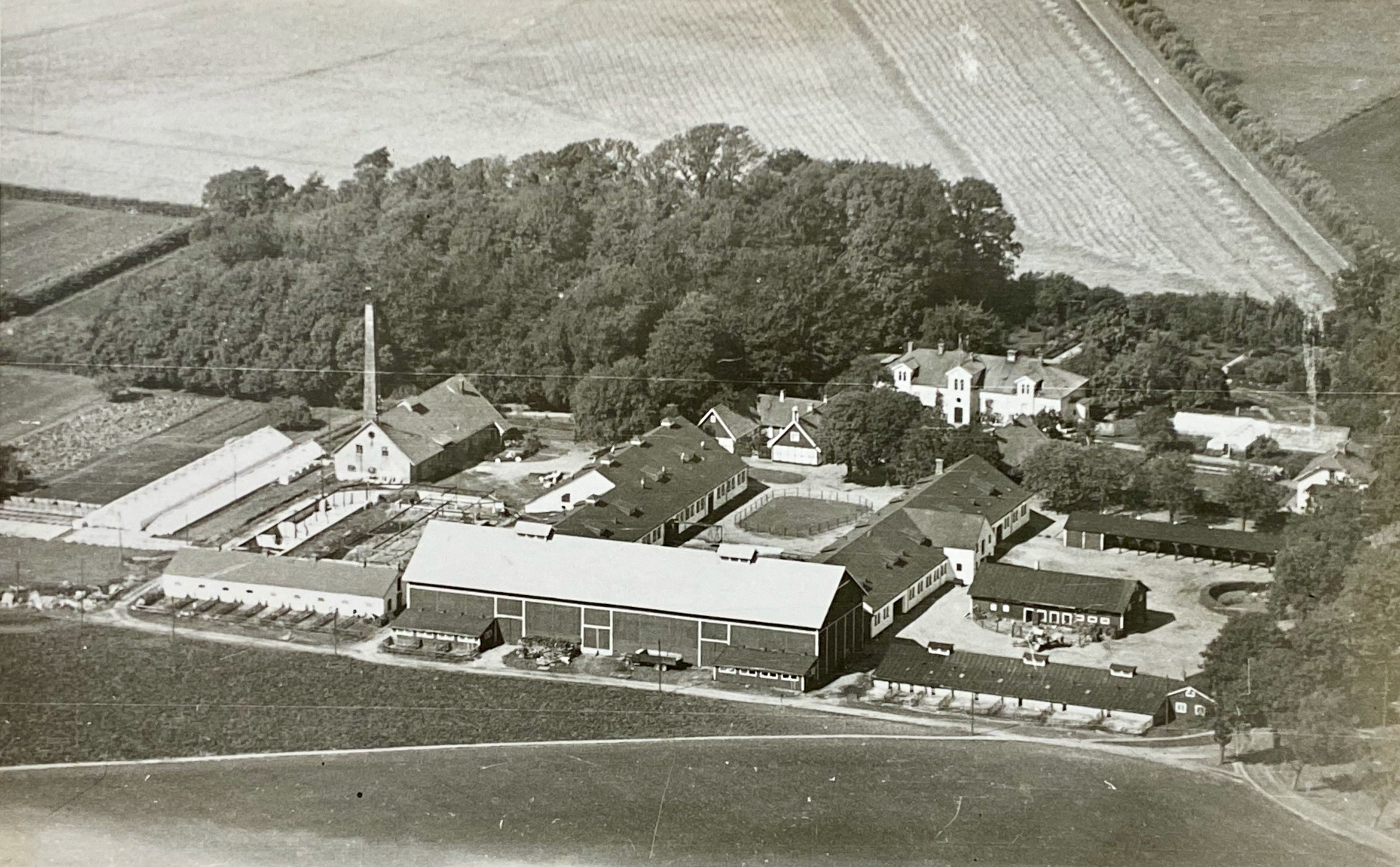
Rosengård. Flygfoto.

Peter Kockum var son till godsägaren på Bulltofta Johan (Jan) Daniel Kockum (1787—1854) och hans hustru Anna Brita, f. Bergh. Under sin praktiktid på Bulltofta hade Peter förvärvat goda kunskaper och han var känd som en kunnig och rationell jordbrukare. Genom flera utrikesresor och besök på lantbruks- och kreatursutställningar utökade han sina kunskaper i landbruk. Under Peter Kockums tid utvecklades Rosengård till ett mönsterjordbruk känt i hela Skåne.
Vid tidpunkten för köpet av Rosengård var Peter Kockum ännu ogift, men 1851 gifte han sig med Hilda Cecilia Bergh varvid de flyttade in på Rosengård. Hilda Cecilia Bergh var dotter till Christian Bergh som innehade egendomen Kronetorp i Burlöv.
Utöver sedvanligt lantbruk drevs på Rosengård även ett brännvinsbränneri och denna tillverkning fortsatte ännu 1938. Man hade särskilt tillstånd att tillverka brännvin under månaderna november och december. Årsproduktionen kunde uppgå till 24 000 kannor, dvs. knappt 63 000 liter.

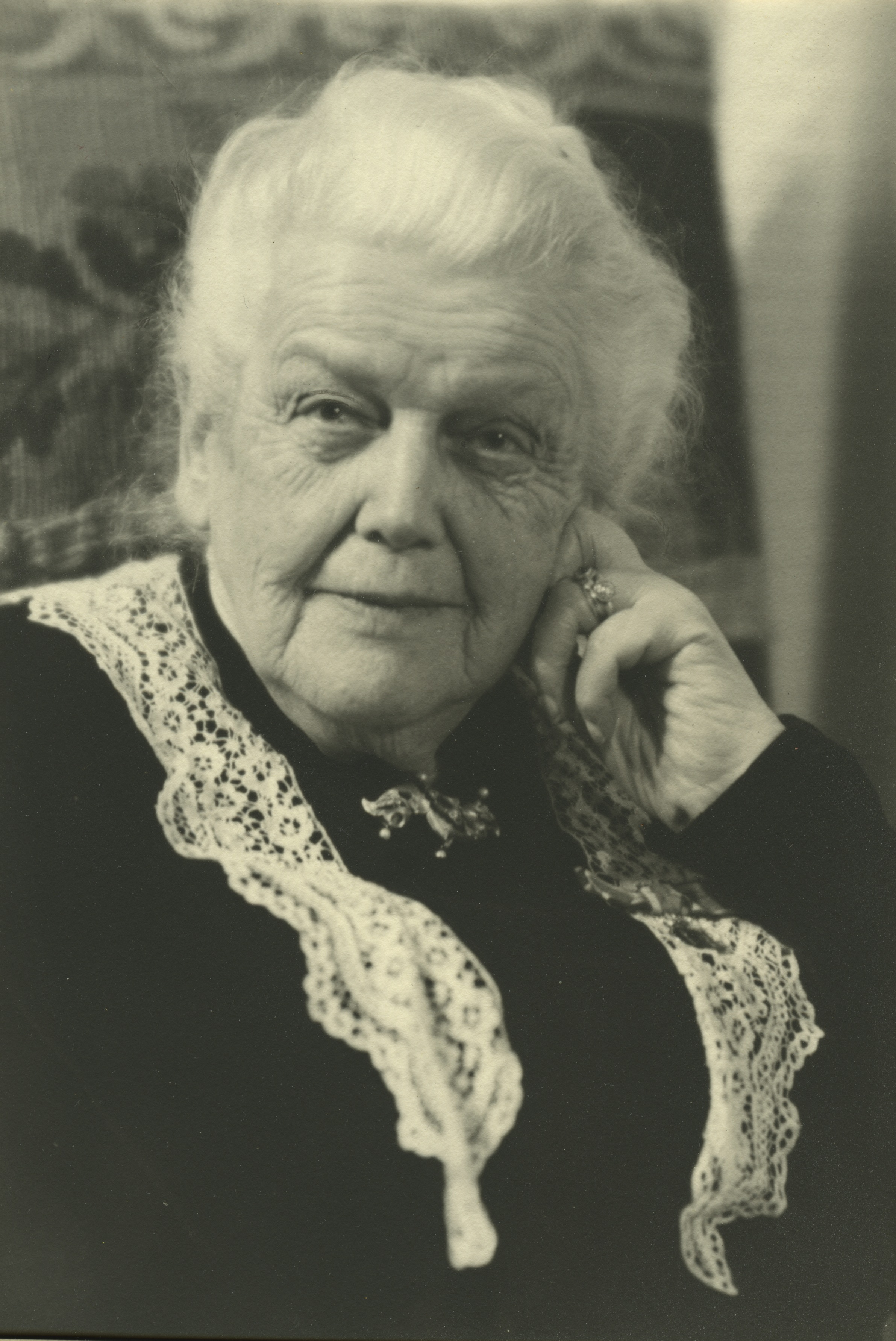
Hilda Kockum (1862–1959), Rosengårds sista privata ägare.

År 1870 lät Peter Kockum modernisera och rusta upp corps de logiet på Rosengård. Det nuvarande utseendet härrör således från denna tid. Arbetet utfördes av byggmästaren Christian Mortensen.
Peter Kockums familj på Rosengård hade umgänge och kontakter med flera gårdar, bl.a. Bulltofta som först ägdes av hans far och senare Peters bror Ludvig, Kronetorp som ägdes av Peters svärfar, Bellevue som ägdes av Peters svärson Gotthard Dieden samt Lindholmen (Svedala) som ägdes av Peter Kockum själv.
Vid Peter Kockums död 1891 värderades Rosengård till 350 000 kr.
Med hjälp av förvaltare drev änkan Hilda Kockum gården vidare och när hon dog 1906 ärvdes Rosengård av de tre barnen Ida, Hilda och Berndt Kockum. Den sistnämnde sålde 1911 sin tredjedel av gården till de båda systrarna. Redan 1907 sålde dock de tre syskonen 75 hektar till Malmö stad för 300 000 kr. De båda fröknarna Ida och Hilda Kockum fortsatte därefter att driva det som var kvar av gården. Utöver spannmål var viktiga inkomstkällor sockerbetor, försäljning av gödsvin, mjölk och brännvin.
När Ida Kockum avled 1939 blev systern Hilda Kockum ensam ägare av Rosengård. Hon drev gården vidare ytterligare två decennier till dess hon avled 1959 i en ålder av 97 år. 

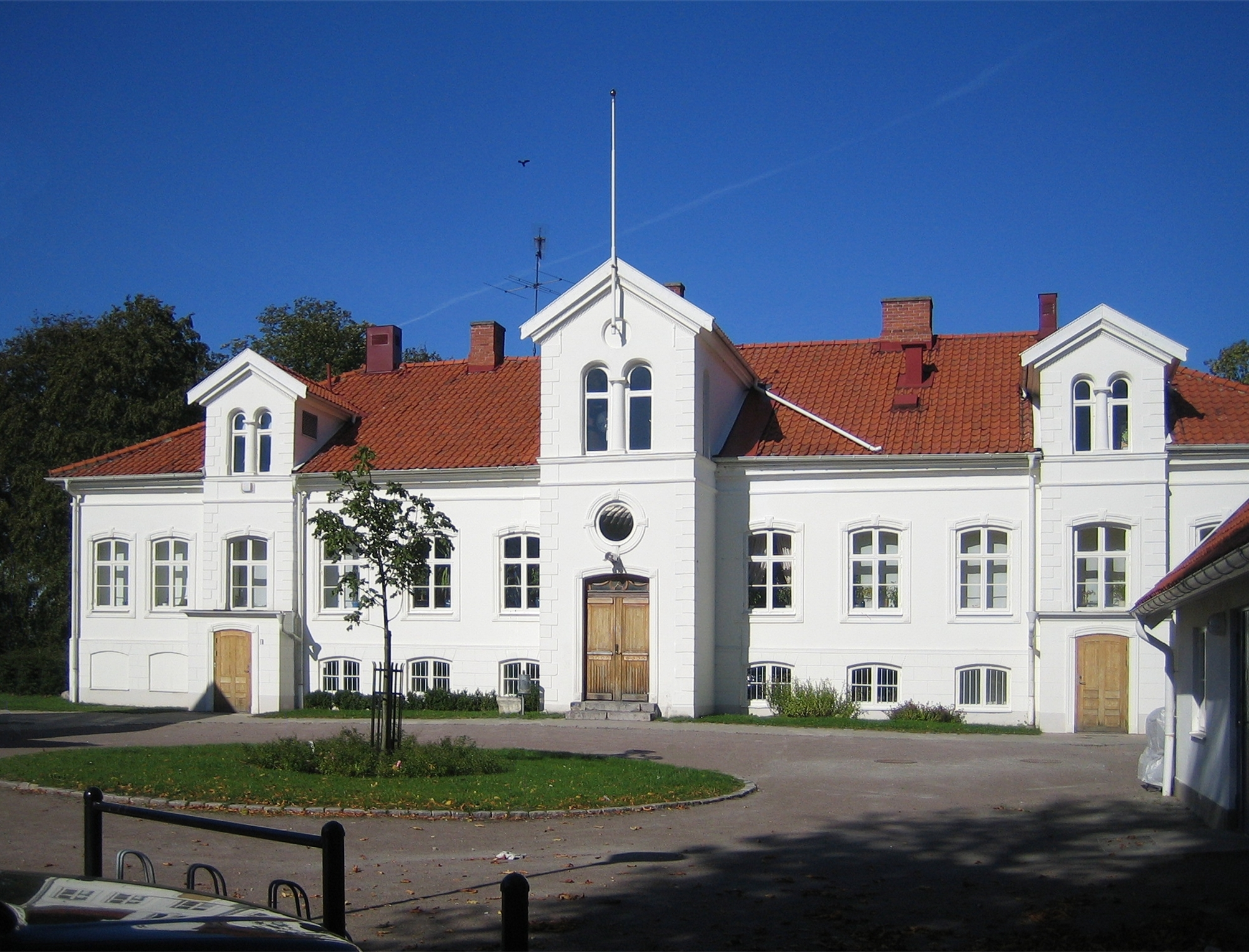
Rosengård 2006.